# Wereldmuseum (restaurant)
Wereldmuseum was een restaurant in de Rotterdams, gelegen in de Veerhaven. Het restaurant opende in 2009 onder leiding van chef-kok Wim Severein. In 2014 verwierf de zaak één Michelinster, Restaurant Wereldmuseum had 17 punten in de GaultMillau-gids. Topkok Cees Helder was als culinair coach betrokken.
Gastheer Danny Gonzalez heeft tot 2014 in Wereldmuseum gewerkt, nadat de Michelinster in datzelfde jaar is behaald wilde hij mede-eigenaar worden. Toen dit niet lukte is hij vertrokken om later een eigen zaak te openen: Fitzgerald. Wereldmuseum sloot op 31 maart 2017 zijn deuren. Wim Severein opende in 2018 een nieuwe zaak in Rotterdam: The Millèn, gelegen in het Marriot Hotel Rotterdam.

## Locatie
De eetgelegenheid was gevestigd in het gelijknamige Wereldmuseum Rotterdam. In het pand zat ook een museum en boetiekhotel. Het gebouw stamt uit 1851 en is het voormalig clubgebouw van de Koninklijke Yachtvereniging.